# Ashley Leggat
Ashley Margaret Anne Leggat (* 26. September 1986 in Hamilton, Ontario) ist eine kanadische Schauspielerin. Bekannt wurde sie vor allem durch ihre Rolle als Casey MacDonald  in der Serie Mensch, Derek!.

## Karriere
Leggat ist von klein auf begeisterte Tänzerin und Theaterspielerin. Bereits in ihrer Schulzeit nahm sie an mehreren Tanzwettbewerben teil und spielte verschiedene Rollen in Theaterstücken. Ihre erste professionelle Theaterrolle übernahm sie, als sie die „Marta“ im Musical The Sound of Music verkörperte. Später spielte sie Rollen in diversen weiteren Theateraufführungen wie Dr. Jekyll und Mr. Hyde (Jekyll and Hyde), Der Zauberer von Oz (The Wizard of Oz) oder Der König von Narnia (The Lion, The Witch and The Wardrobe). Im Alter von 13 war Leggat zum ersten Mal in einer Fernsehproduktion zu sehen. Später wirkte sie bei vielen weiteren TV-Produktionen mit, dem breiten Publikum wurde sie 2005 durch ihre Rolle der „Casey“ in der kanadischen Sitcom Mensch, Derek! bekannt.

## Persönliches
Leggat hat schottische und irische Vorfahren mütterlicherseits. Sie hat vier Brüder. Seit 2011 ist sie mit dem kanadischen Eishockeyspieler Jeremy Williams verheiratet. Das Paar hat zwei Töchter.

## Filmografie (Auswahl)
- 1999: Real Kids, Real Adventures (Fernsehserie, Episode 3x7)
- 2000: I Was a Sixth Grade Alien (Fernsehserie, vier Episoden)
- 2003: The Music Man (Fernsehfilm)
- 2004: Bekenntnisse einer Highschool-Diva (Confessions of a Teenage Drama Queen)
- 2005–2009: Mensch, Derek! (Life with Derek, Fernsehserie, 70 Episoden)
- 2006: 11 Kameras (Fernsehserie, 20 Episoden)
- 2008: Teen Buzz (The Latest Buzz, Fernsehserie)
- 2010: Mensch, Derek! – Ab in die Ferien! (Vacation with Derek, Fernsehfilm)
- 2010, 2024: Murdoch Mysteries (Fernsehserie, zwei Episoden)
- 2011: Weiblich, tödlich, sucht... – Wer ist Carrie? (The Perfect Roommate)
- 2011: Eine tierische Bescherung (My Dog’s Christmas Miracle)
- 2012: Criminal Minds (Fernsehserie, Episode 7x22)
- 2013: Cassie – Ein verhexter Geburtstag (The Good Witch's Destiny, Fernsehfilm)
- 2014: The Good Witch’s Wonder (Fernsehfilm)
- 2015: The Next Step (Fernsehserie, sechs Episoden)
- 2015: Good Witch (Fernsehserie, drei Episoden)
- 2016: Suits (Fernsehserie, Episode 6x03)
- 2019: Samanthology
- 2023: Life with Luca
- 2024: Hudson & Rex (Fernsehserie, Episode 6x14)
- 2024: Our Mother's Secret Affair (Fernsehfilm)
- 2025: Day Players (Fernsehserie, sechs Episoden)